# Morti il 31 luglio
| Questa pagina contiene informazioni ricavate automaticamente dalle voci biografiche con l'ausilio del template Bio e di un bot. L'aggiornamento è periodico e automatico e ricostruisce completamente la pagina. Se manca una persona in questa lista, sei pregato di non aggiungerla, ma accertati piuttosto che la sua voce biografica contenga il template Bio e che i dati anagrafici siano correttamente compilati. Se il template Bio manca, inseriscilo tu stesso o, in alternativa, metti l'avviso {{tmp\|Bio}} che ne segnala la mancanza. Se i dati riportati sono sbagliati, correggi direttamente la voce biografica; le modifiche saranno visibili in questa lista entro pochi giorni. Per chiarimenti vedi il progetto biografie. La lista contiene solo le 450 persone che sono citate nell'enciclopedia e per le quali è stato implementato correttamente il template Bio. Pagina aggiornata al 17 ago 2025. |

## I secolo a.C.(1)
- 54 a.C. - Aurelia Cotta, romana (n. 120 a.C.)

## IV secolo(1)
- 398 - Gildone, generale e politico romano

## V secolo(2)
- 448 - Germano d'Auxerre, vescovo e santo franco
- 477 - Timoteo II di Alessandria, vescovo greco antico

## VII secolo(1)
- 700 - Simeone I di Alessandria, arcivescovo cristiano orientale siriano

## XI secolo(2)
- 1050 - Goffredo II di Cerdanya, conte
- 1098 - Ugo di Montgomery, nobile francese

## XII secolo(4)
- 1102 - Ida di Sassonia, nobile tedesca (n. 1035)
- 1106 - Adolfo I di Berg, nobile tedesco
- 1160 - Elena di Skövde, santa svedese
- 1200 - Giovanni Axuch Comneno, nobile bizantino

## XIII secolo(1)
- 1201 - Guglielmo di Cabriano, arcivescovo cattolico e giurista italiano

## XIV secolo(5)
- 1321 - Ibn al-Banna al-Marrakushi, matematico e astronomo arabo (n. 1256)
- 1358 - Étienne Marcel, politico francese (n. 1315)
- 1367 - Giovanni Colombini, mercante italiano (n. 1304)
- 1383 - Benedetto Ardinghelli, vescovo cattolico italiano
- 1396 - William Courtenay, arcivescovo cattolico inglese (n. 1342)

## XV secolo(7)
- 1409 - Giovanni Castiglioni, politico e vescovo cattolico italiano
- 1418 - Anna di Lituania, nobildonna
- 1432 - Elisabetta Gonzaga, nobildonna italiana
- 1481 - Francesco Filelfo, umanista e scrittore italiano (n. 1398)
- 1483 - Martino Paolo Nibia, umanista, critico letterario e politico italiano
- 1492 - Galeotto IV Maletesta, condottiero italiano
- 1500 - Orsino Orsini, nobile italiano (n. 1473)

## XVI secolo(9)
- 1503 - Alessandro Carafa, arcivescovo cattolico italiano (n. 1430)
- 1524 - Sebastiano Festa, compositore italiano
- 1527 - Giorgio Corner, politico italiano (n. 1452)
- 1550 - Francesco Sfondrati, cardinale e arcivescovo cattolico italiano (n. 1493)
- 1556 - Ignazio di Loyola, religioso e militare spagnolo (n. 1491)
- 1562 - Jacques de Montgomery, militare francese
- 1563 - Agostino Mainardi, teologo e pastore protestante italiano (n. 1482)
- 1564 - Luis de Velasco, spagnolo (n. 1511)
- 1571 - Francesco Ferdinando d'Avalos, nobile e politico italiano (n. 1530)

## XVII secolo(10)
- 1602 - Carlo di Gontaut, nobile francese (n. 1562)
- 1624 - Enrico II di Lorena, duca francese (n. 1563)
- 1637 - Cornelio Ghirardelli, astrologo italiano
- 1642 - Ettore Nini, scrittore e traduttore italiano (n. 1598)
- 1663 - Marco Marchiani, vescovo cattolico italiano (n. 1596)
- 1664 - Goschwin Nickel, gesuita tedesco (n. 1582)
- 1667 - Odoardo Vecchiarelli, cardinale e vescovo cattolico italiano (n. 1613)
- 1693 - Willem Kalf, pittore olandese (n. 1619)
- 1699 - Pietro Durazzo, doge (n. 1632)
- 1699 - Ottavio Scarlattini, teologo, filosofo e matematico italiano (n. 1623)

## XVIII secolo(18)
- 1701 - Edward Rich, VI conte di Warwick, conte britannico (n. 1673)
- 1713 - Federico Guglielmo di Meclemburgo-Schwerin, duca tedesco (n. 1675)
- 1714 - John Moore, vescovo anglicano inglese (n. 1646)
- 1719 - Thormodus Torfæus, storico islandese (n. 1636)
- 1724 - Luigi II di Melun, nobile francese (n. 1694)
- 1726 - Nicolaus II Bernoulli, matematico e fisico svizzero (n. 1695)
- 1727 - Giambattista Patrizi, cardinale e arcivescovo cattolico italiano (n. 1658)
- 1729 - Nicola Francesco Haym, compositore, violoncellista e librettista italiano (n. 1678)
- 1750 - Giovanni V del Portogallo, sovrano portoghese (n. 1689)
- 1750 - Juste-Aurèle Meissonnier, pittore, orafo e architetto francese (n. 1695)
- 1751 - Tiryaki Hacı Mehmed Pascià, politico ottomano (n. 1680)
- 1759 - Segherio Felice Seghieri, vescovo cattolico italiano (n. 1721)
- 1760 - Adrien Manglard, pittore francese (n. 1695)
- 1766 - John Adlercron, militare inglese
- 1781 - Federico Carlo Augusto di Lippe-Biesterfeld, conte tedesco (n. 1706)
- 1784 - Denis Diderot, filosofo, critico d'arte e enciclopedista francese (n. 1713)
- 1786 - Antonio Branciforte Colonna, cardinale e arcivescovo cattolico italiano (n. 1711)
- 1795 - José Basílio da Gama, poeta brasiliano (n. 1740)

## XIX secolo(39)
- 1808 - Giuseppe Bencivenni Pelli, saggista e scrittore italiano (n. 1729)
- 1816 - Josef Fiala, compositore, oboista e violoncellista ceco (n. 1748)
- 1818 - Nikolaos Skoufas, rivoluzionario greco (n. 1779)
- 1825 - Pietro Carlo Antonio Ciani, vescovo cattolico italiano (n. 1757)
- 1828 - Arina Rodionovna, russa (n. 1758)
- 1831 - Ivan Nikolaevič Rimskij-Korsakov, politico russo (n. 1754)
- 1840 - Jean-Louis Taberd, vescovo cattolico, missionario e lessicografo francese (n. 1794)
- 1846 - Bernhard Heine, medico tedesco (n. 1800)
- 1849 - Sándor Petőfi, poeta e patriota ungherese (n. 1823)
- 1852 - Simon-Jude Honnorat, storico, linguista e naturalista francese (n. 1783)
- 1854 - Paolo Toschi, incisore e architetto italiano (n. 1788)
- 1856 - Marco Bordogni, tenore italiano (n. 1789)
- 1858 - Edward Pease, imprenditore inglese (n. 1767)
- 1859 - Giuseppe Albini, ammiraglio e politico italiano (n. 1780)
- 1859 - Aleksandr Ivanovič Terebenëv, scultore russo (n. 1815)
- 1860 - Giustino de Jacobis, religioso, vescovo cattolico e santo italiano (n. 1800)
- 1862 - Bernardo di Sassonia-Weimar-Eisenach, militare tedesco (n. 1792)
- 1864 - Louis Hachette, editore francese (n. 1800)
- 1867 - James Ambrose Cutting, fotografo statunitense (n. 1814)
- 1867 - Élisabeth Eppinger, religiosa francese (n. 1814)
- 1871 - Phoebe Cary, scrittrice statunitense (n. 1824)
- 1872 - Augusto Smith, filantropo e politico inglese (n. 1804)
- 1874 - Charles Tilstone Beke, viaggiatore e geografo britannico (n. 1800)
- 1875 - Andrew Johnson, politico e militare statunitense (n. 1808)
- 1878 - Gaetano Bargnani, politico italiano (n. 1808)
- 1878 - Alessandro Franchi, cardinale e arcivescovo cattolico italiano (n. 1819)
- 1882 - Luigi Gerra, prefetto e politico italiano (n. 1829)
- 1884 - Kiến Phúc, imperatore vietnamita (n. 1869)
- 1886 - Franz Liszt, compositore, pianista e direttore d'orchestra ungherese (n. 1811)
- 1888 - Francesco Mensi, pittore italiano (n. 1800)
- 1889 - Alessandro Natale Medici, militare e patriota italiano (n. 1840)
- 1890 - Luigi Pallotti, cardinale italiano (n. 1829)
- 1890 - Luigi Tornielli, politico italiano (n. 1817)
- 1891 - Léon Germain Pelouse, pittore francese (n. 1838)
- 1894 - Carlo Felice Biscarra, pittore, critico d'arte e archeologo italiano (n. 1823)
- 1895 - Richard Morris Hunt, architetto statunitense (n. 1827)
- 1897 - Auguste Lacaussade, poeta francese (n. 1815)
- 1898 - John Walsh, arcivescovo cattolico irlandese (n. 1830)
- 1899 - Gaetano Scalini, avvocato e politico italiano (n. 1816)

## XX secolo(204)
- 1902 - Gaetano Negri, militare, storico e critico letterario italiano (n. 1838)
- 1904 - Leonardo Perosa, bibliotecario e critico letterario italiano (n. 1834)
- 1911 - Andrea Gloria, paleografo e storico italiano (n. 1821)
- 1912 - Allan Octavian Hume, politico e ornitologo britannico (n. 1829)
- 1914 - Jean Jaurès, politico francese (n. 1859)
- 1914 - Giovanni Battista Lugari, cardinale italiano (n. 1846)
- 1915 - Flavio Andò, attore teatrale italiano (n. 1851)
- 1915 - Antonino Palminteri, compositore e direttore d'orchestra italiano (n. 1846)
- 1916 - Fergus Suter, calciatore scozzese (n. 1857)
- 1917 - Francis Ledwidge, poeta e scrittore irlandese (n. 1887)
- 1918 - Frank Linke-Crawford, aviatore austro-ungarico (n. 1893)
- 1918 - Jacques-Emile Sontag, arcivescovo cattolico e missionario francese (n. 1869)
- 1919 - Domenico Gaspare Lancia di Brolo, arcivescovo cattolico italiano (n. 1825)
- 1921 - Charles Barney Cory, ornitologo e golfista statunitense (n. 1857)
- 1921 - Edmond Perrier, zoologo francese (n. 1844)
- 1921 - Edgar Saltus, scrittore statunitense (n. 1855)
- 1923 - Ricardo Velázquez Bosco, architetto e archeologo spagnolo (n. 1843)
- 1924 - Giovanni Battista De Toni, botanico, medico e chimico italiano (n. 1864)
- 1924 - Dora Melegari, scrittrice italiana (n. 1849)
- 1924 - Francesco Giuseppe di Battenberg, nobile (n. 1861)
- 1925 - Alberto Lepidi, religioso, teologo e filosofo italiano (n. 1838)
- 1926 - Friedrich Knauer, zoologo austriaco (n. 1850)
- 1927 - Edoardo Bosio, imprenditore, canottiere e calciatore italiano (n. 1864)
- 1929 - José de Castro, giornalista, avvocato e politico portoghese (n. 1868)
- 1929 - Giuseppe d'Havet, generale italiano (n. 1861)
- 1930 - Giulio Ginanni, comico italiano (n. 1903)
- 1931 - Henri Cohen, pallanuotista belga (n. 1882)
- 1931 - R. A. F. Penrose, geologo e imprenditore statunitense (n. 1863)
- 1932 - Alan Johnstone, diplomatico inglese (n. 1858)
- 1932 - Francesco Paolo Neglia, compositore e direttore d'orchestra italiano (n. 1874)
- 1934 - Otto Planetta, militare, attivista e politico austriaco (n. 1899)
- 1934 - Émile Schuffenecker, pittore francese (n. 1851)
- 1935 - Tryggvi Þórhallsson, politico islandese (n. 1889)
- 1936 - Prudencio della Croce, presbitero spagnolo (n. 1883)
- 1936 - Segundo di Santa Teresa, presbitero spagnolo (n. 1891)
- 1936 - Agostino Sette, anarchico e antifascista italiano (n. 1902)
- 1937 - Louis Dapples, manager svizzera (n. 1867)
- 1939 - Hedwiga Rosenbaumová, tennista boema (n. 1864)
- 1940 - Antonio Chiodi, militare e aviatore italiano (n. 1907)
- 1940 - Elfriede Lohse-Wächtler, pittrice tedesca (n. 1899)
- 1940 - Udham Singh, rivoluzionario indiano (n. 1899)
- 1942 - Maria Anna di Braganza, duchessa (n. 1861)
- 1942 - Francis Younghusband, esploratore, giornalista e ufficiale inglese (n. 1863)
- 1943 - Giovanni Cattaneo, militare italiano (n. 1916)
- 1943 - Sada Cowan, sceneggiatrice statunitense (n. 1882)
- 1943 - Lida Gustava Heymann, attivista tedesca (n. 1868)
- 1943 - Arturo Vella, politico e antifascista italiano (n. 1886)
- 1943 - Rodger Wilton Young, militare statunitense (n. 1918)
- 1944 - Nello Pini, partigiano e antifascista italiano
- 1944 - Settela Steinbach, olandese (n. 1934)
- 1944 - Franciszek Stryjas, beato polacco (n. 1882)
- 1945 - Ludwig Müller, pastore protestante tedesco (n. 1883)
- 1945 - Primo Piovesan, scrittore, attore teatrale e giornalista italiano (n. 1891)
- 1945 - Artemio Ricarte, rivoluzionario e generale filippino (n. 1866)
- 1947 - Emil Haussmann, militare e agente segreto tedesco (n. 1910)
- 1947 - Hamo Ohanjanyan, medico, politico e rivoluzionario armeno (n. 1873)
- 1948 - Nigel Barker, velocista australiano (n. 1883)
- 1949 - Gordon Balfour, canottiere canadese (n. 1882)
- 1949 - John Lyttelton, IX visconte Cobham, politico e ufficiale inglese (n. 1881)
- 1949 - Albert Rehm, filologo tedesco (n. 1871)
- 1950 - Antonio Baldacci, botanico e geografo italiano (n. 1867)
- 1951 - Carlo Margotti, arcivescovo cattolico italiano (n. 1891)
- 1951 - Valentin Müller, medico tedesco (n. 1891)
- 1951 - László Pottyondy, militare e aviatore ungherese (n. 1915)
- 1952 - Waldemar Bonsels, scrittore tedesco (n. 1880)
- 1952 - Jack Picken, calciatore scozzese (n. 1880)
- 1952 - Clara Viebig, scrittrice, drammaturga e giornalista tedesca (n. 1860)
- 1953 - Kornel Makuszyński, scrittore, poeta e giornalista polacco (n. 1884)
- 1953 - Robert Taft, politico e avvocato statunitense (n. 1889)
- 1953 - Georg Zacharias, nuotatore tedesco (n. 1884)
- 1953 - Nikolaj Dmitrievič Zelinskij, chimico russo (n. 1861)
- 1954 - Renée Carl, attrice e regista francese (n. 1875)
- 1954 - Onofre Marimón, pilota automobilistico argentino (n. 1923)
- 1954 - Antonia di Nassau-Weilburg, principessa lussemburghese (n. 1899)
- 1955 - Robert Francis, attore statunitense (n. 1930)
- 1955 - Zdenka Schelingová, religiosa slovacca (n. 1916)
- 1956 - Ferdinand Stanislaus Pawlikowski, arcivescovo cattolico austriaco (n. 1877)
- 1957 - Sem Dresden, compositore olandese (n. 1881)
- 1957 - Quirino Majorana, fisico italiano (n. 1871)
- 1957 - Juan Perinetti, calciatore e dirigente sportivo argentino (n. 1891)
- 1957 - Guido Trento, attore italiano (n. 1892)
- 1957 - Pavel Fëdorovič Čeliščev, pittore, costumista e scenografo russo (n. 1898)
- 1958 - Eugène Goossens, violinista e direttore d'orchestra francese (n. 1867)
- 1959 - Germaine Richier, scultrice francese (n. 1902)
- 1960 - Jimmy Cantrell, golfista e calciatore inglese (n. 1882)
- 1960 - Dino De Martin, bobbista italiano (n. 1921)
- 1961 - Herbert Jennings Rose, filologo classico e grecista britannico (n. 1883)
- 1963 - Curtis Counce, contrabbassista e arrangiatore statunitense (n. 1926)
- 1963 - Athos Fraternale, ammiraglio e militare italiano (n. 1909)
- 1963 - Pasquale Lagravinese, avvocato e politico italiano (n. 1884)
- 1964 - Jim Reeves, cantante statunitense (n. 1923)
- 1965 - André Godard, archeologo, architetto e storico dell'arte francese (n. 1881)
- 1965 - James Rennie, attore canadese (n. 1890)
- 1966 - Andrej Bagar, attore, regista teatrale e politico slovacco (n. 1900)
- 1966 - Alexander von Falkenhausen, generale tedesco (n. 1878)
- 1966 - Hans Kaulich, allenatore di calcio austriaco (n. 1894)
- 1966 - Bud Powell, pianista e compositore statunitense (n. 1924)
- 1967 - Angelo Frattini, giornalista, scrittore e pittore italiano (n. 1896)
- 1967 - Margaret Kennedy, scrittrice e drammaturga britannica (n. 1896)
- 1967 - Richard Klein, artista tedesco (n. 1890)
- 1967 - Kálmán Székány, allenatore di calcio ungherese (n. 1885)
- 1968 - Manlio Dazzi, bibliotecario e poeta italiano (n. 1891)
- 1968 - Alceo Ercolani, politico e militare italiano (n. 1899)
- 1968 - Gerda Maurus, attrice austriaca (n. 1903)
- 1968 - Gertrude Short, attrice statunitense (n. 1902)
- 1968 - Carlos María Javier de la Torre, cardinale e arcivescovo cattolico ecuadoriano (n. 1873)
- 1969 - Charles Edison, politico statunitense (n. 1890)
- 1969 - Leopoldo Francovig, calciatore italiano (n. 1906)
- 1969 - Marcello Nizzoli, designer e pubblicitario italiano (n. 1887)
- 1970 - Mimì Aguglia, attrice italiana (n. 1884)
- 1970 - Jimmy Conzelman, giocatore di football americano e allenatore di football americano statunitense (n. 1898)
- 1970 - Nicholas Minorsky, ingegnere e matematico statunitense (n. 1885)
- 1970 - André Mourlon, velocista francese (n. 1903)
- 1970 - John Postley, cestista statunitense (n. 1940)
- 1971 - Erwin Keller, hockeista su prato tedesco (n. 1905)
- 1972 - Jan Diddens, calciatore belga (n. 1906)
- 1972 - Alfons Gorbach, politico austriaco (n. 1898)
- 1972 - Ivan Möller, velocista, ostacolista e altista svedese (n. 1884)
- 1972 - Paul-Henri Spaak, politico belga (n. 1899)
- 1973 - Annibale Bergonzoli, generale italiano (n. 1884)
- 1973 - Rosetta Gagliardi, tennista italiana (n. 1895)
- 1973 - Guido Morselli, scrittore italiano (n. 1912)
- 1973 - Fernand Nisot, calciatore belga (n. 1895)
- 1974 - Raymond Aloysius Lane, vescovo cattolico e missionario statunitense (n. 1894)
- 1974 - Ragnar Wicksell, calciatore svedese (n. 1892)
- 1975 - Ma Bufang, generale e politico cinese (n. 1903)
- 1976 - Giuseppe Bevione, giornalista e politico italiano (n. 1879)
- 1977 - Giuseppe Castellano, generale italiano (n. 1893)
- 1977 - Ladislav Jirasek, calciatore tedesco (n. 1927)
- 1978 - Tiziano Ballarin, calciatore italiano (n. 1899)
- 1978 - Werner Finck, cabarettista, attore e scrittore tedesco (n. 1902)
- 1978 - Enoch Light, compositore e produttore discografico statunitense (n. 1907)
- 1978 - Rostislav Aleksandrovič Romanov, russo (n. 1902)
- 1978 - Søren Thorborg, ginnasta danese (n. 1889)
- 1979 - Ivo Coccia, avvocato, politico e antifascista italiano (n. 1891)
- 1979 - José Della Torre, allenatore di calcio e calciatore argentino (n. 1906)
- 1979 - Frede Hansen, ginnasta danese (n. 1897)
- 1980 - Pascual Jordan, fisico e matematico tedesco (n. 1902)
- 1980 - Mohammed Rafi, cantante indiano (n. 1924)
- 1980 - Bobby Van, attore e ballerino statunitense (n. 1928)
- 1981 - Ioachim Moldoveanu, calciatore rumeno (n. 1913)
- 1981 - László Raffinsky, calciatore e allenatore di calcio rumeno (n. 1905)
- 1981 - Stefania Rotolo, ballerina, showgirl e cantante italiana (n. 1951)
- 1981 - Omar Torrijos, generale e politico panamense (n. 1929)
- 1982 - Michele D'Alto, criminale italiano (n. 1950)
- 1982 - Severiano Goiburu, calciatore e giocatore di palla basca spagnolo (n. 1906)
- 1982 - Renato Lombardi, imprenditore italiano (n. 1906)
- 1982 - Daphne Mayo, scultrice australiana (n. 1895)
- 1982 - Henk van Spaandonck, calciatore olandese (n. 1913)
- 1982 - Franco Vegliani, scrittore e giornalista italiano (n. 1915)
- 1983 - Stig Nyström, calciatore svedese (n. 1919)
- 1983 - Eva Pawlik, pattinatrice artistica su ghiaccio austriaca (n. 1927)
- 1983 - Amerigo Petrucci, politico italiano (n. 1922)
- 1983 - Max Schwabe, politico statunitense (n. 1905)
- 1984 - Piero Caldirola, fisico italiano (n. 1914)
- 1984 - Philip Van Doren Stern, scrittore, storico e editore statunitense (n. 1900)
- 1985 - Giulia Guarino, architetto italiano (n. 1897)
- 1985 - Germaine Krull, fotografa tedesca (n. 1897)
- 1986 - Stanley Ellin, scrittore statunitense (n. 1916)
- 1986 - Iustin Moisescu, arcivescovo ortodosso rumeno (n. 1910)
- 1986 - Chiune Sugihara, diplomatico giapponese (n. 1900)
- 1986 - Teddy Wilson, pianista statunitense (n. 1912)
- 1987 - Carlo Borgonovo, calciatore italiano (n. 1914)
- 1987 - Michael Staniforth, attore e cantante inglese (n. 1952)
- 1988 - Claudio Napoleoni, economista e politico italiano (n. 1924)
- 1988 - André Navarra, violoncellista francese (n. 1911)
- 1988 - Trinidad Silva, attore statunitense (n. 1950)
- 1989 - Leon Ferguson, pallanuotista australiano (n. 1923)
- 1989 - Piero Guelfi, baritono italiano (n. 1914)
- 1989 - Zhou Yang, scrittore cinese (n. 1908)
- 1990 - Toshiro Kageyama, giocatore di go giapponese (n. 1926)
- 1990 - Luis Puig, dirigente sportivo spagnolo (n. 1915)
- 1990 - Lovro Radonjić, allenatore di pallanuoto e pallanuotista jugoslavo (n. 1928)
- 1990 - Fernando Sancho, attore spagnolo (n. 1916)
- 1990 - Jaume Sospedra, calciatore spagnolo (n. 1913)
- 1991 - Abe Jonker, ciclista su strada sudafricano (n. 1933)
- 1992 - Alessandro Ambrosini, magistrato italiano (n. 1891)
- 1992 - Paul Arnold, storico, giudice e scrittore francese (n. 1909)
- 1992 - Ralph Strait, attore statunitense (n. 1936)
- 1993 - Lenore Aubert, attrice statunitense (n. 1913)
- 1993 - Baldovino del Belgio, sovrano belga (n. 1930)
- 1993 - George Keyt, pittore singalese (n. 1901)
- 1993 - Elmar Klos, regista e sceneggiatore ceco (n. 1910)
- 1993 - Marcel Marchal, calciatore francese (n. 1913)
- 1993 - Lola Álvarez Bravo, fotografa messicana (n. 1903)
- 1994 - Armelino Milani, politico italiano (n. 1932)
- 1994 - Francesco Saja, giurista italiano (n. 1915)
- 1994 - Reg Sutton, nuotatore e pallanuotista britannico (n. 1909)
- 1995 - Lola Todd, attrice statunitense (n. 1904)
- 1996 - Luigi Armando Olivero, poeta e giornalista italiano (n. 1909)
- 1997 - Felice Mariani, calciatore e allenatore di calcio italiano (n. 1918)
- 1997 - Giuseppe Matarrese, politico italiano (n. 1926)
- 1997 - Leonida Rosino, astronomo italiano (n. 1915)
- 1997 - Frans Schoubben, ciclista su strada belga (n. 1933)
- 1998 - Alberto Borioni, politico italiano (n. 1923)
- 1998 - Erling Evensen, fondista norvegese (n. 1914)
- 1998 - Sylvia Field, attrice statunitense (n. 1901)
- 1998 - Serge Golovine, ballerino e coreografo francese (n. 1924)
- 1998 - Ioan Ploscaru, arcivescovo cattolico rumeno (n. 1911)
- 1999 - Vito Guarrasi, avvocato e imprenditore italiano (n. 1914)
- 1999 - Elena Zareschi, attrice italiana (n. 1916)
- 2000 - István Gulyás, tennista ungherese (n. 1931)
- 2000 - Hendrik Christoffel van de Hulst, astronomo e matematico olandese (n. 1918)
- 2000 - William Maxwell, scrittore e giornalista statunitense (n. 1908)

## XXI secolo(146)
- 2001 - Poul Anderson, scrittore statunitense (n. 1926)
- 2001 - Gianni Corbi, giornalista italiano (n. 1926)
- 2001 - Pelageja Danilova, ginnasta sovietica (n. 1918)
- 2001 - Silvio Furlani, bibliotecario e storico italiano (n. 1921)
- 2001 - Francisco da Costa Gomes, generale e politico portoghese (n. 1914)
- 2001 - Franz Hammerl, calciatore tedesco (n. 1919)
- 2001 - Simone Jouglas, ceramista francese (n. 1907)
- 2001 - John McNicol, pilota automobilistico sudafricano (n. 1942)
- 2001 - Federico Francesco di Meclemburgo-Schwerin, nobile tedesco (n. 1910)
- 2002 - Boris Aleksandrov, hockeista su ghiaccio kazako (n. 1955)
- 2002 - Ernesto Zanardi, politico italiano (n. 1910)
- 2003 - John Aston, calciatore inglese (n. 1921)
- 2003 - Bigode, calciatore brasiliano (n. 1922)
- 2003 - Erik Brann, chitarrista statunitense (n. 1950)
- 2003 - Vittorio Caissotti di Chiusano, avvocato, dirigente sportivo e politico italiano (n. 1928)
- 2003 - Frederick Coffin, attore statunitense (n. 1943)
- 2003 - Guido Crepax, fumettista italiano (n. 1933)
- 2003 - Patricia Goldman-Rakic, insegnante statunitense (n. 1937)
- 2003 - Nikolaj Ordnung, cestista e allenatore di pallacanestro cecoslovacco (n. 1932)
- 2004 - Laura Betti, attrice, regista e cantante italiana (n. 1927)
- 2004 - Erich Ehrlinger, militare, criminale di guerra e agente segreto tedesco (n. 1910)
- 2004 - Virginia Grey, attrice statunitense (n. 1917)
- 2004 - Luciano Liboni, criminale italiano (n. 1957)
- 2005 - Ferdinando Chevrier, pittore italiano (n. 1920)
- 2005 - Wim Duisenberg, banchiere, politico e economista olandese (n. 1935)
- 2005 - Armando Ferreira, calciatore portoghese (n. 1919)
- 2005 - Oreste Gelmini, politico italiano (n. 1912)
- 2005 - Frank Mangiapane, cestista statunitense (n. 1925)
- 2005 - Alfredo Papa, imitatore e conduttore televisivo italiano (n. 1953)
- 2006 - Pier Luigi Cimma, compositore, chitarrista e liutista italiano (n. 1941)
- 2006 - Mario Faustinelli, fumettista italiano (n. 1924)
- 2006 - Giuseppe Guerrini, naturalista e storico italiano (n. 1924)
- 2006 - Pascal Miézan, calciatore ivoriano (n. 1959)
- 2007 - Giuseppe Baldo, calciatore e dirigente sportivo italiano (n. 1914)
- 2007 - Norman Cohn, antropologo, storico e sociologo britannico (n. 1915)
- 2007 - Bruno De Marchi, arbitro di calcio italiano (n. 1925)
- 2007 - Antonio Sema, scrittore e storico italiano (n. 1949)
- 2008 - Claudio Beretta, scrittore, storico e linguista italiano (n. 1920)
- 2008 - Blagoje Bratić, calciatore jugoslavo (n. 1946)
- 2008 - Alice Chalifoux, arpista statunitense (n. 1908)
- 2008 - Giorgio Piovano, politico, scrittore e partigiano italiano (n. 1920)
- 2009 - Giorgio Carpaneto, poeta e scrittore italiano (n. 1923)
- 2009 - Mary Carrillo, attrice spagnola (n. 1919)
- 2009 - Bobby Robson, calciatore e allenatore di calcio inglese (n. 1933)
- 2009 - Jean-Paul Roussillon, attore francese (n. 1931)
- 2009 - Dragomir Slišković, calciatore jugoslavo (n. 1943)
- 2009 - Harry Alan Towers, sceneggiatore, produttore cinematografico e produttore televisivo britannico (n. 1920)
- 2010 - James Neil Atkinson, bobbista statunitense (n. 1929)
- 2010 - Suso Cecchi D'Amico, sceneggiatrice italiana (n. 1914)
- 2010 - Pedro Dellacha, allenatore di calcio e calciatore argentino (n. 1926)
- 2010 - Tom Mankiewicz, sceneggiatore, regista e produttore cinematografico statunitense (n. 1942)
- 2010 - Alfredo Meli, giocatore di baseball e allenatore di baseball italiano (n. 1944)
- 2010 - Mitch Miller, compositore, cantante e direttore d'orchestra statunitense (n. 1911)
- 2011 - Massimo Bontempelli, storico e filosofo italiano (n. 1946)
- 2011 - Mariella Lo Giudice, attrice italiana (n. 1953)
- 2011 - Lorenzo Parodi, sindacalista e politico italiano (n. 1926)
- 2011 - Andrea Pazzagli, calciatore e allenatore di calcio italiano (n. 1960)
- 2011 - Carl Steven, attore statunitense (n. 1974)
- 2011 - Jerzy Szotmiller, vescovo vetero-cattolico polacco (n. 1933)
- 2012 - Bruno Canova, pittore, incisore e partigiano italiano (n. 1925)
- 2012 - Giuseppe Chiarante, politico italiano (n. 1929)
- 2012 - Giorgio Fiocco, fisico italiano (n. 1931)
- 2012 - Evan Jones, sceneggiatore giamaicano (n. 1927)
- 2012 - Rudolf Kreitlein, arbitro di calcio tedesco (n. 1919)
- 2012 - Lucio Quarantotto, cantautore e paroliere italiano (n. 1957)
- 2012 - Alfredo Ramos Castilho, allenatore di calcio e calciatore brasiliano (n. 1924)
- 2012 - Tony Sly, cantante e chitarrista statunitense (n. 1970)
- 2012 - Gore Vidal, scrittore, saggista e sceneggiatore statunitense (n. 1925)
- 2013 - Michael Ansara, attore statunitense (n. 1922)
- 2014 - János Bencze, cestista ungherese (n. 1934)
- 2014 - Jeff Bourne, calciatore inglese (n. 1948)
- 2014 - Ferdinando Burlando, militare, partigiano e avvocato italiano (n. 1923)
- 2014 - Franciszek Gąsienica Groń, combinatista nordico polacco (n. 1931)
- 2014 - Kerima, attrice francese (n. 1925)
- 2014 - Guglielmo Mozzoni, nobile, architetto e partigiano italiano (n. 1915)
- 2014 - Wilma Roy, cantante italiana (n. 1943)
- 2015 - Stephan Beckenbauer, allenatore di calcio e calciatore tedesco (n. 1968)
- 2015 - Vincenzo Cabianca, ingegnere e urbanista italiano (n. 1925)
- 2015 - Gerald S. O'Loughlin, attore statunitense (n. 1921)
- 2015 - Roddy Piper, wrestler e attore canadese (n. 1954)
- 2015 - Pietro Ravecca, scultore italiano (n. 1945)
- 2016 - Chiyonofuji Mitsugu, lottatore di sumo giapponese (n. 1955)
- 2016 - Bobbie Heine, tennista sudafricana (n. 1909)
- 2016 - Fazil' Abdulovič Iskander, scrittore russo (n. 1929)
- 2016 - Paolo Morisi, fumettista italiano (n. 1948)
- 2016 - Destin Onka Malonga, calciatore della Repubblica del Congo (n. 1988)
- 2016 - Seymour Papert, matematico, informatico e pedagogista sudafricano (n. 1928)
- 2017 - Nicola Di Gioia, attore italiano (n. 1944)
- 2017 - Guido Elmi, produttore discografico, musicista e arrangiatore italiano (n. 1948)
- 2017 - Jérôme Golmard, tennista francese (n. 1973)
- 2017 - Francesco La Macchia, canoista italiano (n. 1938)
- 2017 - Roberto Lazzari, nuotatore italiano (n. 1937)
- 2017 - Chuck Loeb, chitarrista statunitense (n. 1955)
- 2017 - Walter Marichal, calciatore uruguaiano (n. 1935)
- 2017 - Jeanne Moreau, attrice, cantante e regista francese (n. 1928)
- 2017 - Donzel Rush, cestista statunitense (n. 1974)
- 2018 - Rafael Amador, calciatore messicano (n. 1959)
- 2018 - Michel Despland, storico delle religioni canadese (n. 1936)
- 2018 - Antoine Groschulski, calciatore polacco (n. 1938)
- 2018 - Bassano Staffieri, vescovo cattolico italiano (n. 1931)
- 2019 - Julio Andrade, cestista panamense
- 2019 - Raffaele Pisu, attore, comico e conduttore radiofonico italiano (n. 1925)
- 2019 - Harold Prince, produttore teatrale e regista teatrale statunitense (n. 1928)
- 2019 - Jean-Luc Thérier, pilota di rally francese (n. 1945)
- 2019 - Guido Vandone, calciatore italiano (n. 1930)
- 2020 - Dominique Aulanier, calciatore francese (n. 1973)
- 2020 - Giulio Lazzarini, politico italiano (n. 1927)
- 2020 - Alan Parker, regista, sceneggiatore e produttore cinematografico britannico (n. 1944)
- 2020 - Stephen Tataw, calciatore camerunese (n. 1963)
- 2021 - Angela Bailey, velocista canadese (n. 1962)
- 2021 - Maritza Caballero, cestista cubana (n. 1958)
- 2021 - Terry Cooper, calciatore e allenatore di calcio inglese (n. 1944)
- 2021 - Alvin Ing, attore e cantante statunitense (n. 1932)
- 2021 - Angelo Siino, mafioso e collaboratore di giustizia italiano (n. 1944)
- 2021 - Paola Staccioli, scrittrice e attivista italiana (n. 1958)
- 2021 - Aloys Wobben, imprenditore e ingegnere tedesco (n. 1952)
- 2022 - Vadim Viktorovič Bakatin, politico sovietico (n. 1937)
- 2022 - Mauro Chessa, pittore italiano (n. 1933)
- 2022 - Hartmut Heidemann, calciatore tedesco (n. 1941)
- 2022 - Hubertus Leteng, vescovo cattolico indonesiano (n. 1959)
- 2022 - John Mackin, calciatore scozzese (n. 1943)
- 2022 - Ayman al-Zawahiri, terrorista egiziano (n. 1951)
- 2022 - Fidel V. Ramos, politico e generale filippino (n. 1928)
- 2022 - Bill Russell, cestista, allenatore di pallacanestro e dirigente sportivo statunitense (n. 1934)
- 2022 - Valero Serer, calciatore spagnolo (n. 1932)
- 2022 - John Steiner, attore britannico (n. 1941)
- 2023 - Anna Cascella Luciani, poetessa italiana (n. 1941)
- 2023 - Angus Cloud, attore statunitense (n. 1998)
- 2023 - Carl-Erik Eriksson, bobbista svedese (n. 1930)
- 2023 - Sophie Fillières, sceneggiatrice e regista francese (n. 1964)
- 2023 - María Fux, ballerina, coreografa e scrittrice argentina (n. 1922)
- 2023 - Surət Hüseynov, politico e militare azero (n. 1959)
- 2023 - Inga Landgré, attrice svedese (n. 1927)
- 2023 - Antonio Pagliaro, giurista italiano (n. 1932)
- 2024 - Genco Erkal, attore e attivista turco (n. 1938)
- 2024 - Ismāʿīl Haniyeh, politico palestinese (n. 1963)
- 2024 - Roberto Herlitzka, attore italiano (n. 1937)
- 2024 - André Juillard, fumettista francese (n. 1948)
- 2024 - Nicolò Lipari, politico e giurista italiano (n. 1934)
- 2024 - Francisco Puy Muñoz, giurista spagnolo (n. 1936)
- 2025 - Adriana Asti, attrice e doppiatrice italiana (n. 1931)
- 2025 - Flaco Jiménez, fisarmonicista statunitense (n. 1939)
- 2025 - Antônio Carlos Vendramini, allenatore di pallacanestro brasiliano (n. 1950)
- 2025 - Robert Wilson, regista teatrale, drammaturgo e coreografo statunitense (n. 1941)
- 2025 - Jesto, rapper italiano (n. 1984)
- 2025 - Marlena Zagoni, canottiera rumena (n. 1951)